# 长萼木通
长萼木通（学名：Archakebia apetala），为木通科长萼木通属下的一个种。